# Оклопни крсташ Црни Принц
Оклопни крсташ Црни Принц (енгл. HMS Black Prince) био је ратни брод британске ратне морнарице, поринут 1904. Потопљен је у бици код Јиланда (1916).

## Карактеристике
Црни Принц је био оклопни крсташ класе Војвода од Единбурга (енгл. Duke of Edinburgh-class armoured cruiser) заједно са оклопним крсташем Војвода од Единбурга (енгл. HMS Duke of Edinburgh), који је служио све до расходовања 1920. Оклопни крсташи ове класе били су боље оклопљени, боље наоружани и бржи од старијих оклопних крсташа класе Монмаут.

### Димензије
Поринут 1904, брод је био дуг 146 mм и широк 22 м, дубине газа 8.4 mм, са депласманом од 13.550 тона. Погонске парне машине од 23.000 КС давале су максималну брзину од 22 чвора. Бродска посада имала је 700 морнара и официра.

### Наоружање
Био је наоружан са 6 топова калибра 230 мм (у једноцевним оклопним кулама - по једна на прамцу и крми, и по 2 на сваком боку) и помоћном артиљеријом калибра 150 мм (10 топова у казаматима по боку брода) и 47 мм (24 топа на палуби и надграђима). Поред артиљерије, био је наоружан и са 2 подводне торпедне цеви.

### Оклоп
Оклопна заштита састојала се од оклопног појаса дебљине 152 мм по целој дужини брода, казамата и топовских кула (дебљине оклопа до 152 мм) и засвођене палубе, која се спуштала испод водене линије до доњег руба оклопног појаса, дебљине 19 мм.